# Bad Bergzabern
Bad Bergzabern (in tedesco palatino Berchzawwre) è una città di 7.652 abitanti della Renania-Palatinato, in Germania.

Appartiene al circondario (Landkreis) della Weinstraße Meridionale (targa SÜW) ed è capoluogo della comunità amministrativa (Verbandsgemeinde) omonima.

## Galleria d'immagini

Bad Bergzabern
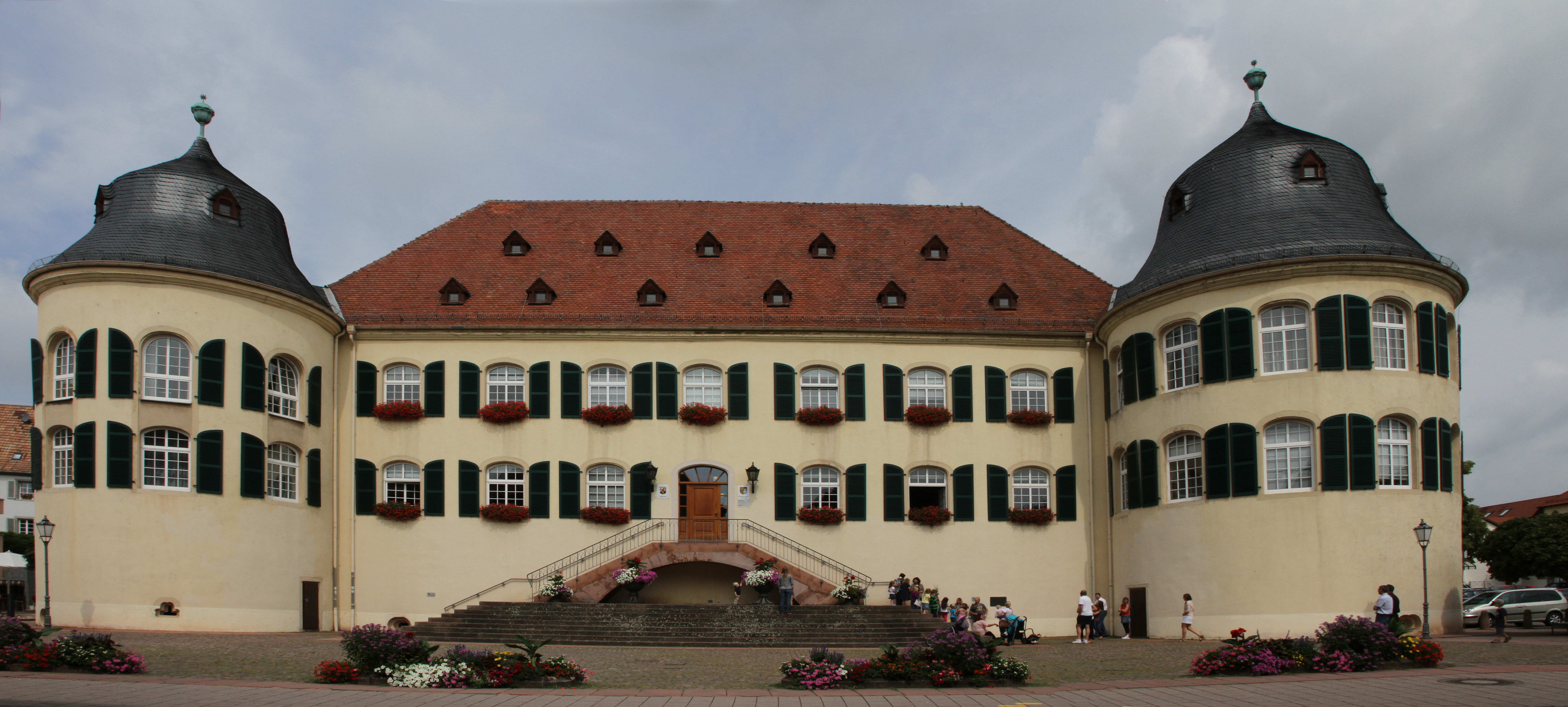
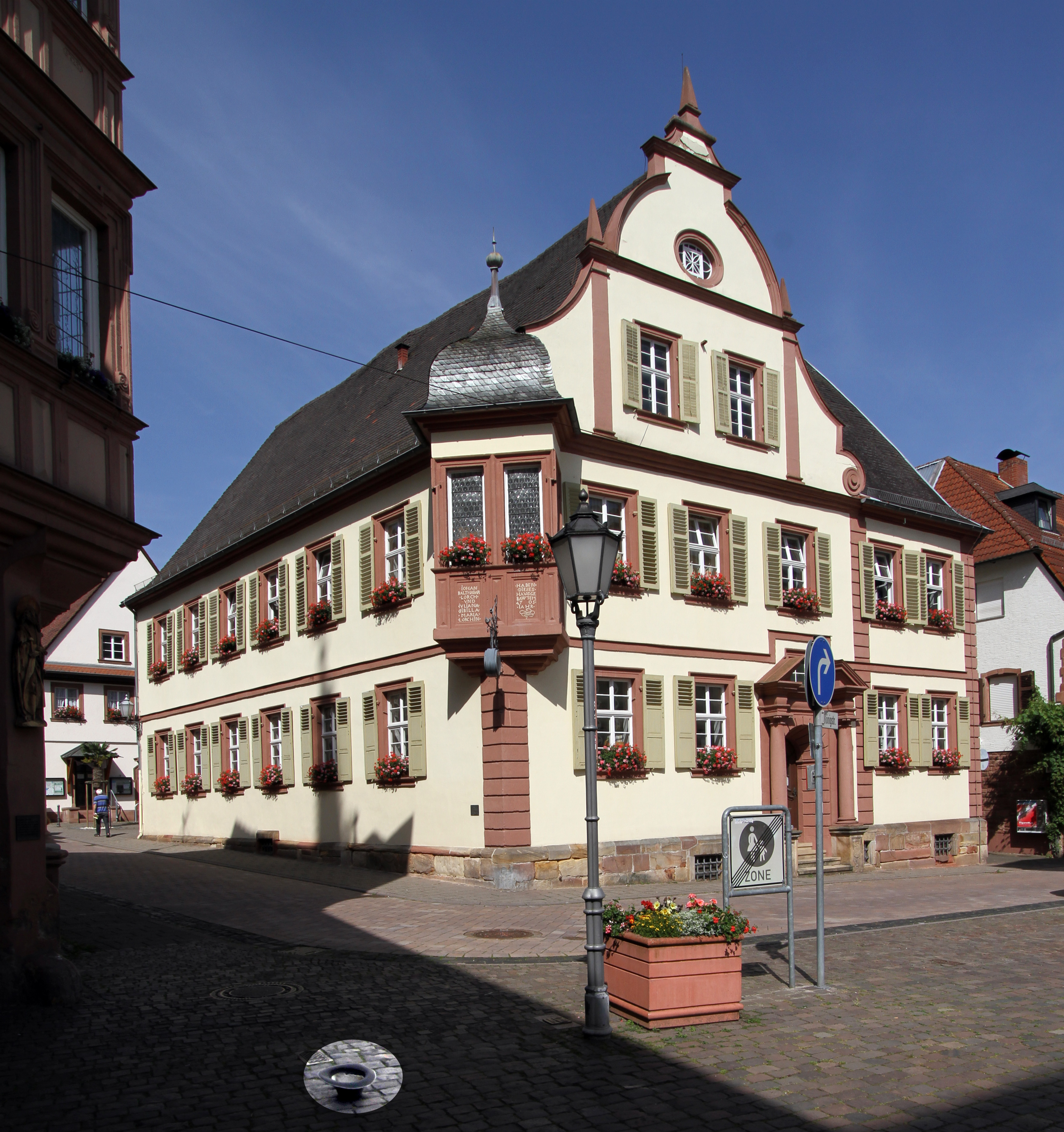
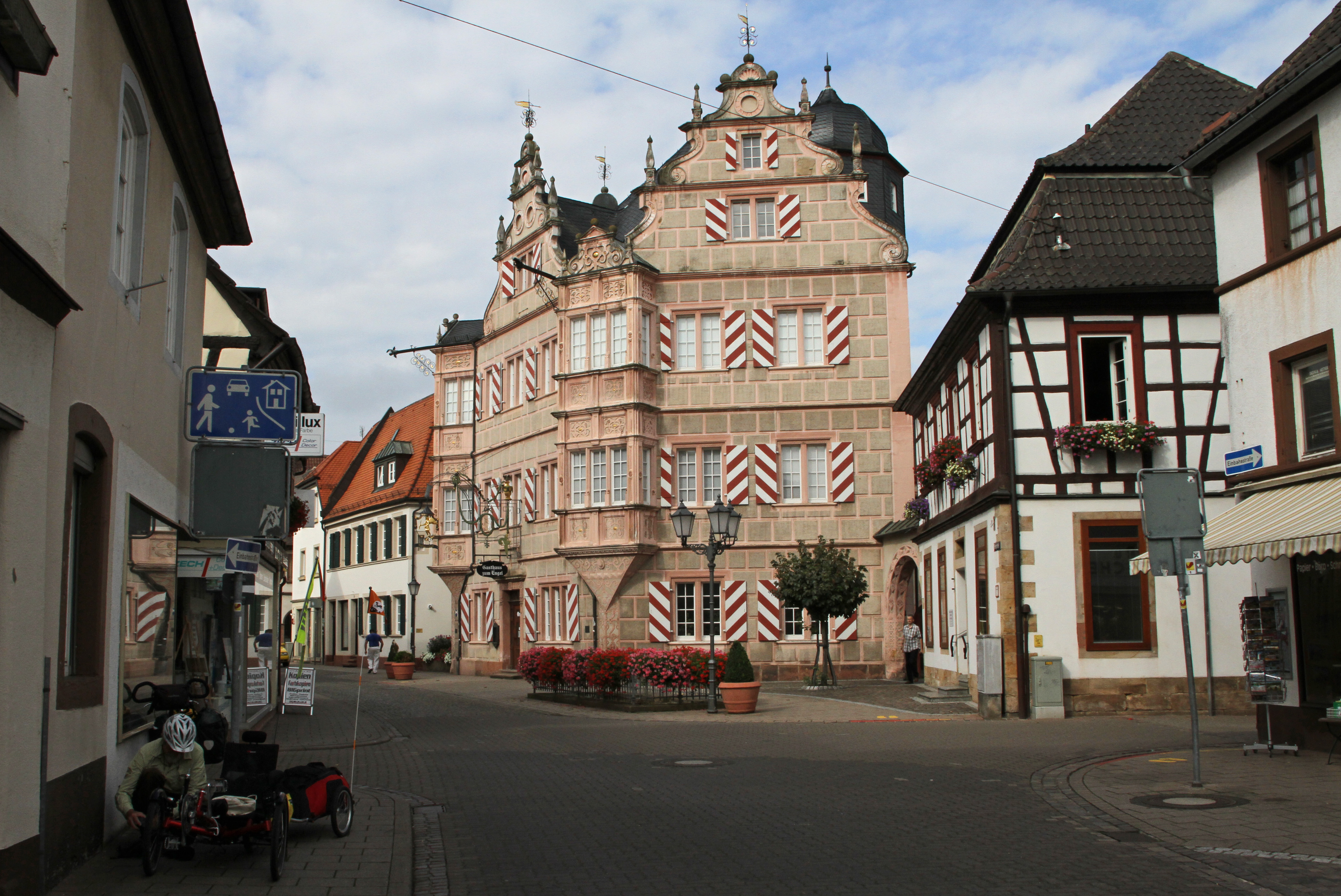
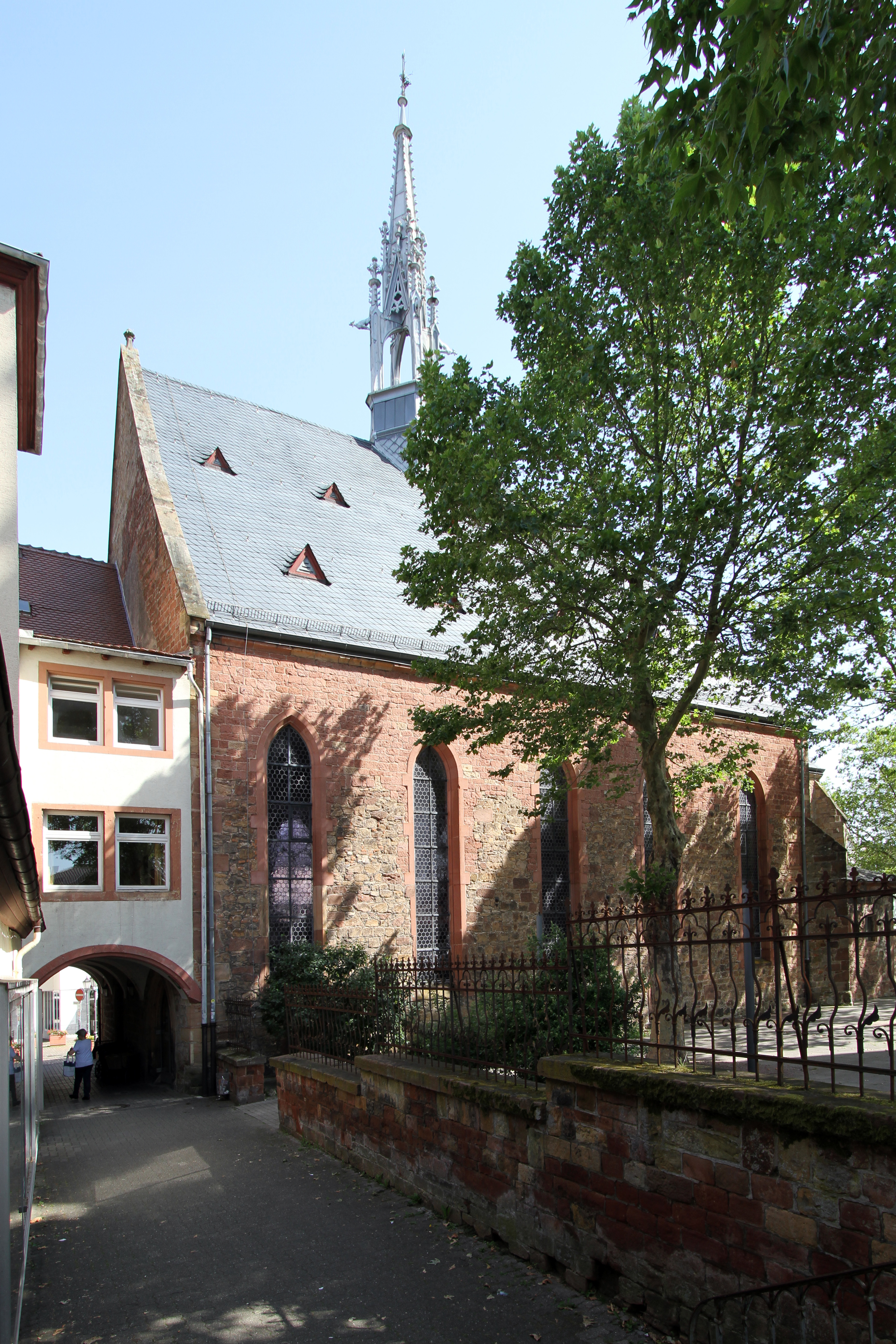
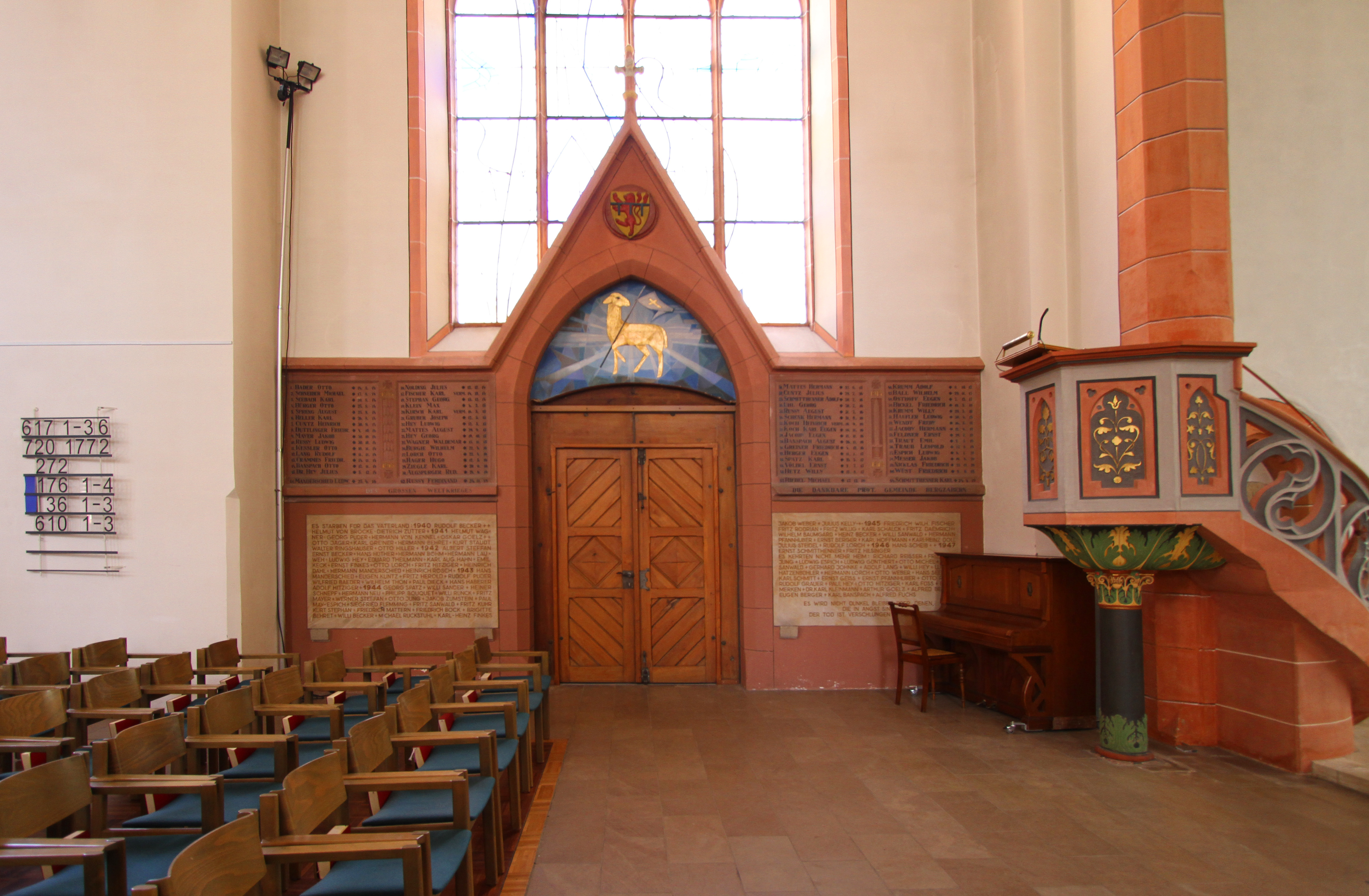
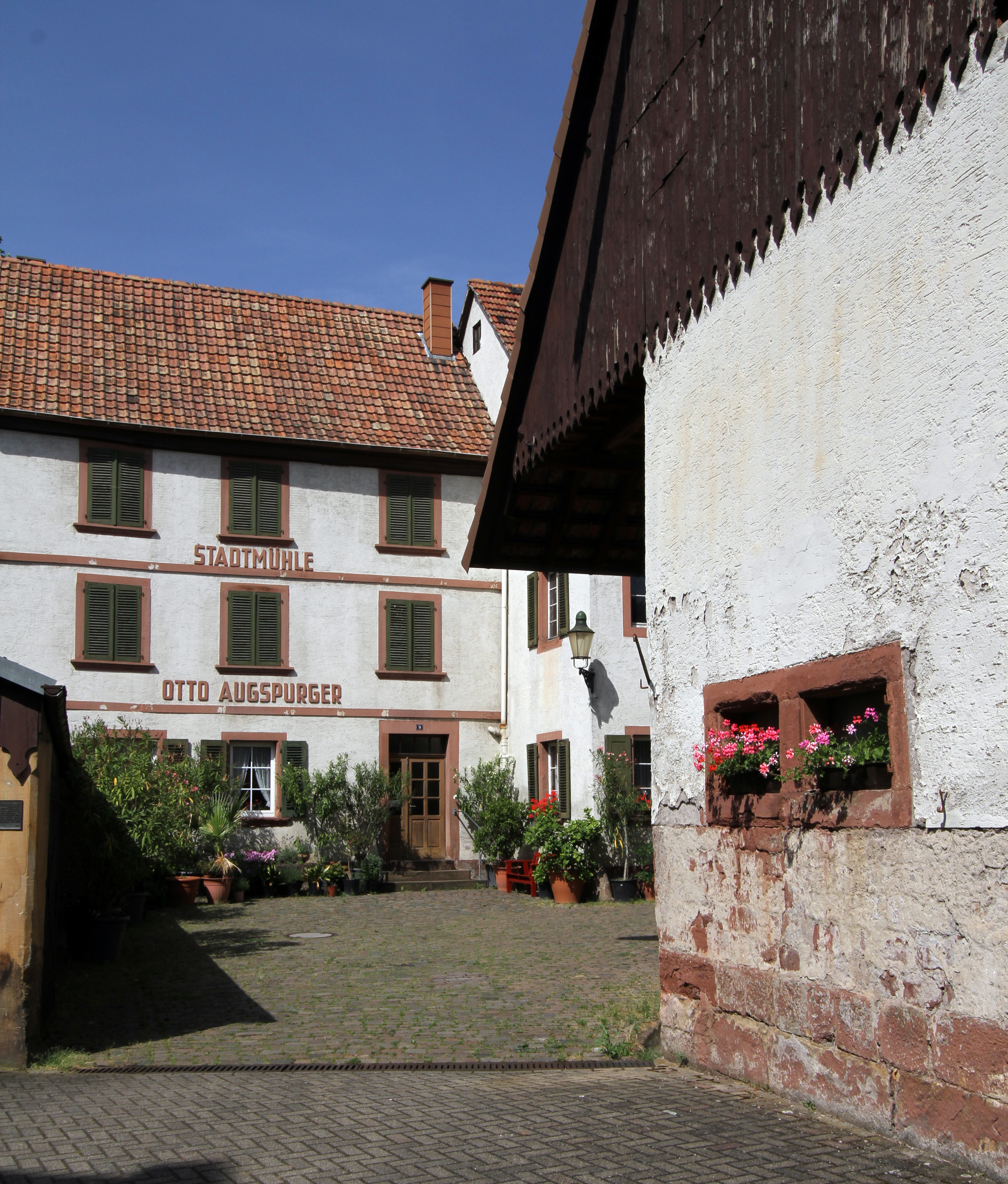
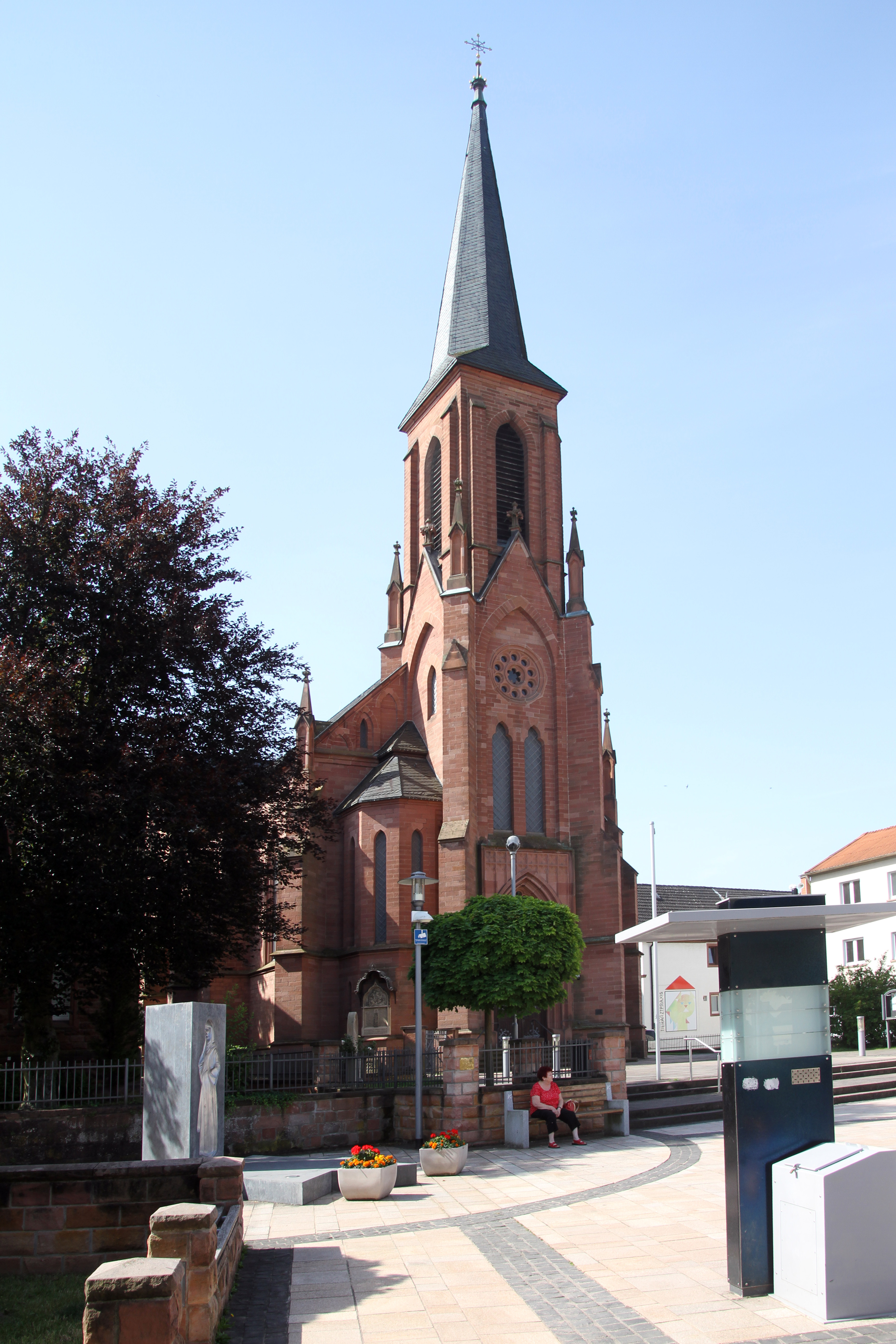
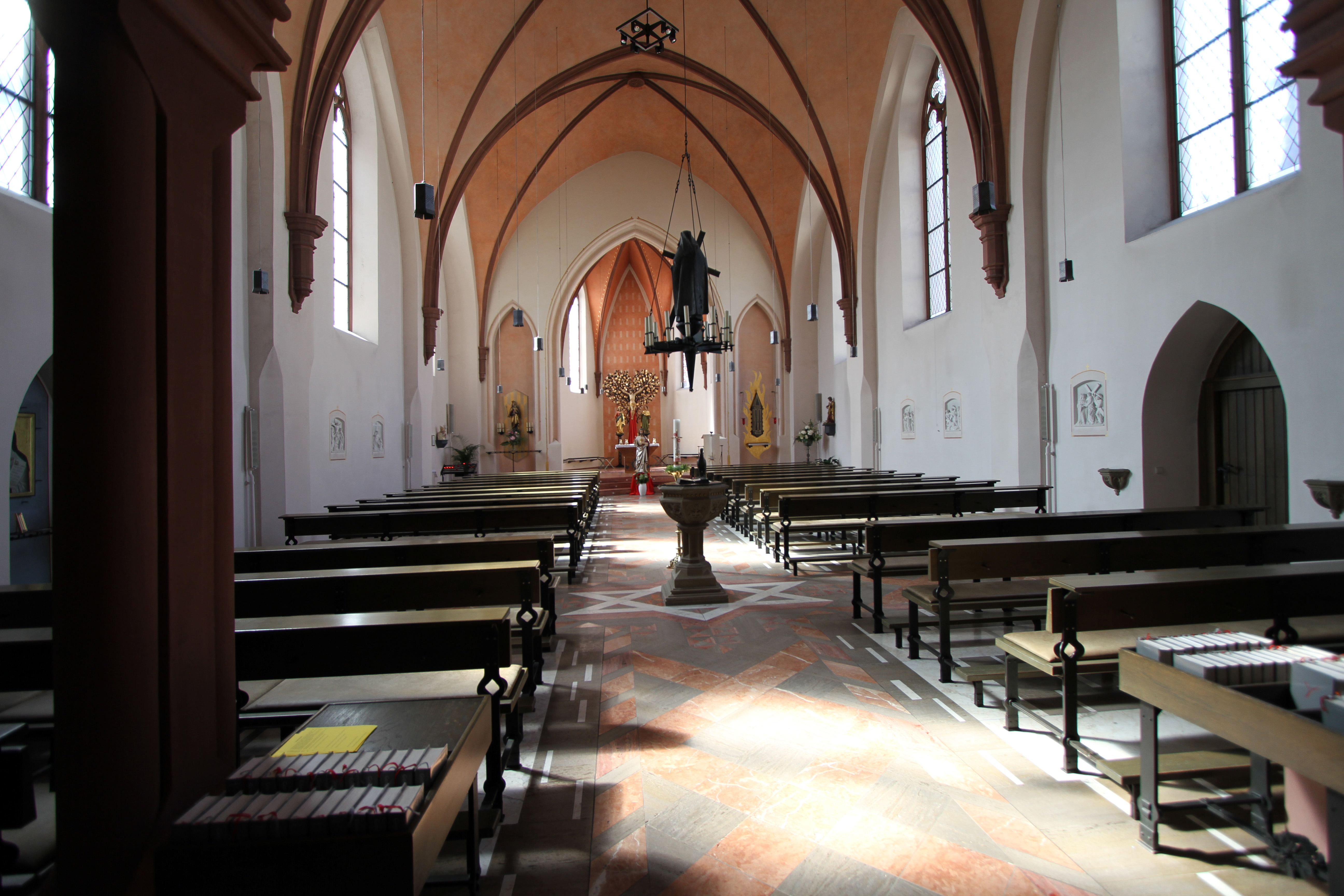
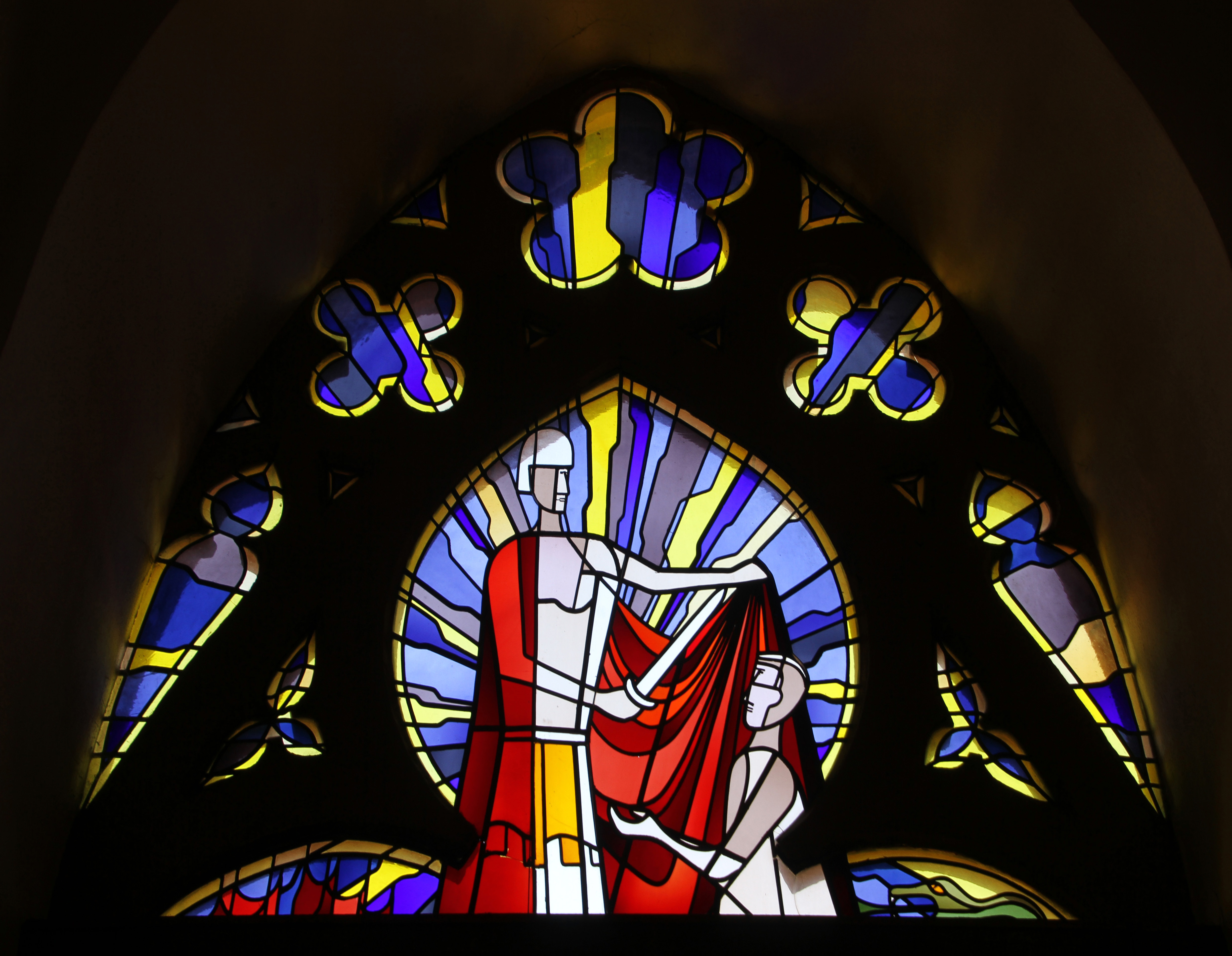